# Kolonkoura (Tiankoura)
Pour les articles homonymes, voir Kolonkoura.
Kolonkoura est une localité du département de Tiankoura, dans la province du Bougouriba (région du Sud-Ouest) au Burkina Faso. En 2006, cette localité comptait 189 habitants dont 64% de femmes.